# Кочетов Олексій Анатолійович
Олексі́й Анато́лійович Ко́четов (* ?) — старший сержант Збройних сил України, 30-а механізована бригада.

## З життєпису
Родина переїхала до села Шляхове з Кустанайської області, мама сама виховувала чотирьох дітей. Після проходження строкової служби лишається в армії, служив в Києві, по тому на Житомирщині, виконував миротворчу місію за кордоном.
Після загарбання Росією Криму у складі окремого підрозділу забезпечував українським частинам коридор для виходу. При початку бойових дій на сході України попросив переведення до складу його частини, котра вже була в Луганській області. Говорить Олексій: «Початок служби на сході був не з простих. Доводилося купувати за свій рахунок пальне, щоб провести навчання на полігоні. Інколи готували їжу на багатті. Питна вода взагалі була дорогоцінним подарунком. Але дуже допомагало місцеве населення, завдяки йому вистояли». Ділили один бронежилет на шістьох, в день, коли Олексій ніс чергування, напали терористи. Бронежилет врятував йому життя, опритомнів у шпиталі, лікарі видалили осколок снаряда з лівого плеча. Мама, Тетяна Кочетова, не знала, що син на передовій, в телефонних розмовах він їй казав: «У мене все добре, мамо»; дізналася правду, лише коли син приїхав у відпустку.
Станом на жовтень 2014 року продовжував нести службу на передовій.

## Нагороди
26 липня 2014 року — за особисту мужність і героїзм, виявлені у захисті державного суверенітету та територіальної цілісності України, вірність військовій присязі під час російсько-української війни, відзначений — нагороджений орденом «За мужність» III ступеня.